# Rymdpenna

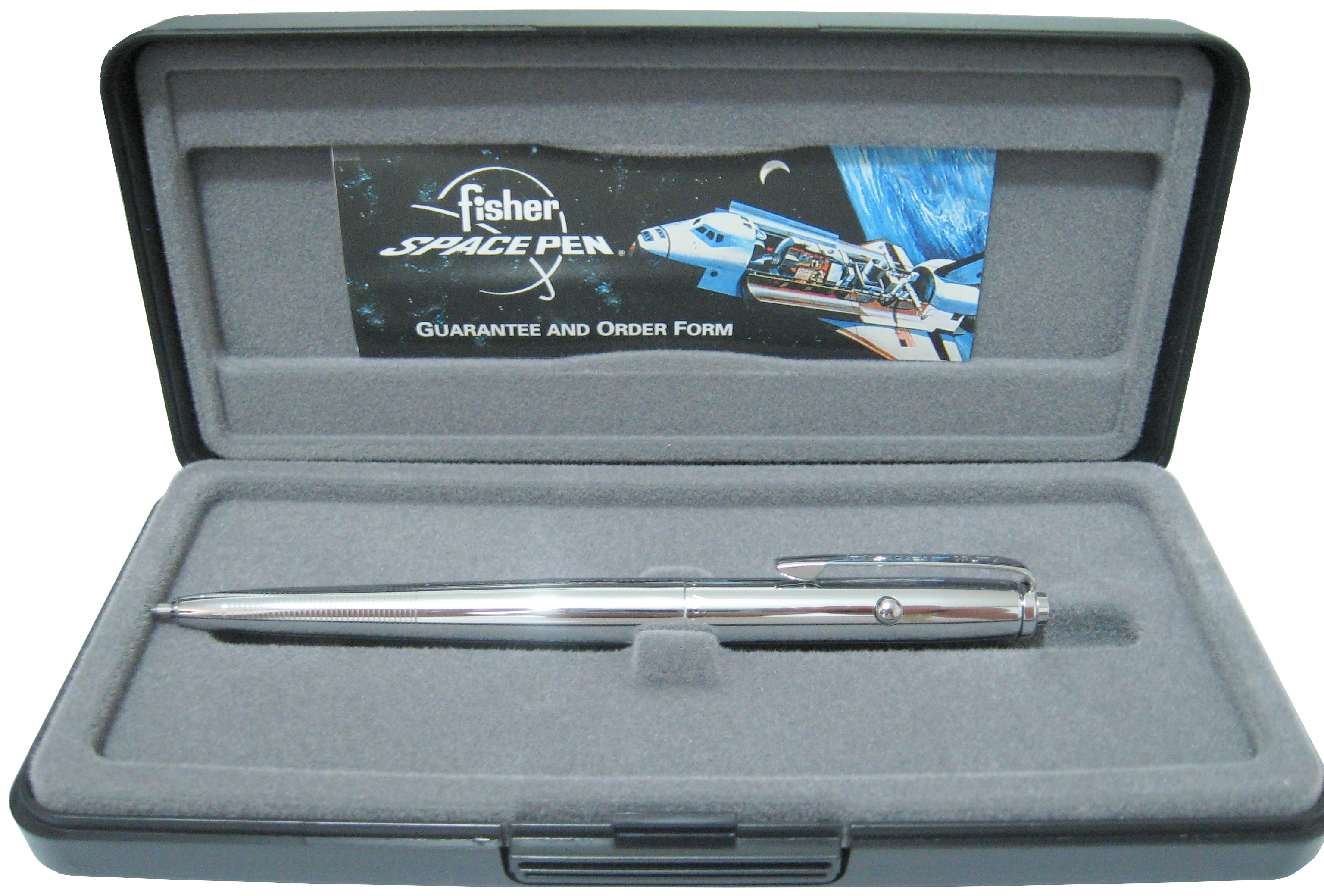
En rymdpenna, modell AG-7.

Rymdpennan är en produkt som skapades av Paul C. Fisher på Fisher Space Pen Company och den patenterades 1965.

## Modeller och tillverkning
Pennan finns i en mängd olika modeller, men den första modellen är AG-7 och det är också den som officiellt verkligen används i rymden. Den är tillverkad av volframkarbid och den speciella bläckpatronen är tillverkad så den inte kan läcka och har ett gastryck som uppnås av komprimerad kväve och den pressar ut bläcket med ett tryck på 240 kPa på underlaget. Pennan kan skriva i rymden på en höjd upp till 3810 m och på feta eller blöta ytor. Den fungerar också under temperaturer från -35 till 120 grader.

## Mytbildning
Det florerar en myt om rymdpennan att NASA skulle lagt ner åtskilliga miljoner på att utveckla en rymdpenna och när de sedan lyckades försökte de sälja teknologin till ryssarna, som tackade nej med motiveringen att de använde blyertspennor som fungerade lika bra.
Detta är en myt med en sensmoral att lösningen på svåra problem ofta kan finnas i det självklara, men det är tyvärr inte sant. Både astronauter och kosmonauter använder pennan, även om det stämmer att ryssarna till en början faktiskt använde en speciell blyertspenna, vilket också amerikanarna gjorde, men risken med en avbruten blyertsspets kan ställa till mycket problem och de beställde 100 exemplar av rymdpennan 1969. Rymdpennan är heller inte framtagen på order av NASA, utan det skedde helt i eget bevåg av Fisher som sedan sålde rymdpennan till dem.